# Buchbrunnenquelle
Koordinaten: 48° 40′ 49,4″ N, 10° 21′ 50,7″ O
Die Buchbrunnenquelle oder der Buchbrunnen (auch fälschlicherweise Egau-Ursprung genannt) ist eine starke Karstquelle bei Dischingen im Härtsfeld auf der Schwäbischen Alb in Baden-Württemberg.

## Lage
Die Buchbrunnenquelle befindet sich zwischen Dischingen und Ballmertshofen in der Nähe des Flusslaufes der Egau. Sie wurde 1957 gefasst und eine Aufbereitungsanlage für Trinkwasser, das Egauwasserwerk, gebaut. In dessen begehbarem Dom kann man beim Blick in die Quelle die tiefen Spalten erkennen, aus denen sie gespeist wird.

## Daten
Die Karstquelle schüttet zwischen 623 und 1.470 Liter Wasser pro Sekunde, durchschnittlich 927 l/s aus, jedoch können die Leitungen des Wasserwerks nur maximal 800 l/s aufnehmen. Über die Landeswasserversorgung (19 % Quellwasser der Buchbrunnenquelle) wird das Trinkwasser bis in den Großraum Stuttgart geleitet. An der Egau befindet sich der sogenannte Quellsee, in den der Anteil des Quellwassers einfließt, der nicht für die Trinkwasserversorgung genutzt wird.

## Geologie
Durch Kontrastwasseruntersuchungen wurde festgestellt, dass die Buchbrunnenquelle ein nahezu identisches Einzugsgebiet wie die etwas weiter nördlich entspringende Gallengehrenquelle hat. Beide werden zum Buchbrunnen-Quellsystem zusammengefasst. Nur nach lang anhaltend starken Niederschlägen und während der Schneeschmelze kommt es zu mineralischen Trübungen des Quellwassers des Buchbrunnens. Die Quelle ist der Austritt eines unterirdischen Flusslaufes im Karst der Schwäbischen Alb, der vor dem Bau des Wasserwerkes in die Egau lief. Der Quellaustritt wurde in einem innovativen und aufwändigen Verfahren mit Tauchglocken ohne jegliche Sprengungen oder Abträge, die den Karstfluss unterirdisch hätten umleiten können, mit einer Kuppel gedeckelt. Diese Quellfassung war damals einmalig in ihrer Art in Europa.

## Geschichte
Bis 1954 stand am Ufer eines 2.200 m² großen Quelltopfes, der wie ein kleiner See aussah, die Buchmühle. Im Jahre 1929 ging das alte Gebäude mitsamt dem Quelltopf in den Besitz der Landeswasserversorgung über. Beinahe 100 Jahre standen die Mahlgänge schon still, nur das Mühlrad drehte sich weiter und pumpte Trinkwasser für Schloss Taxis, das auf der gegenüberliegenden Seite des Egautals liegt. Von 1954 bis 1957 entstand das Egauwasserwerk der Landeswasserversorgung.

## Fauna
Auf dem Gelände des Wasserwerkes haben sich um das Jahr 1990 Biber angesiedelt. Ihre Population umfasst rund zehn Tiere. 
1992 wurden in der Buchbrunnenquelle Höhlenkrebse entdeckt. Da Krebse nur in kühlen und sauberen Gewässern vorkommen, sind sie ein Hinweis auf die ausgezeichnete Qualität des Quellwassers.